# Шук, Анетт
Анетт Шук (нем. Anett Schuck; род. 11 апреля 1970, Лейпциг) — немецкая гребчиха-байдарочница, выступала за сборную Германии в середине 1990-х — начале 2000-х годов. Двукратная олимпийская чемпионка, десятикратная чемпионка мира, чемпионка Европы, победительница многих регат национального и международного значения.

## Биография
Анетт Шук родилась 11 апреля 1970 года в Лейпциге. Росла в спортивной семье, в частности её дядя Александер Шук был чемпионом мира по гребле на байдарках и каноэ. Активно заниматься греблей начала в раннем детстве, проходила подготовку в одном из местных спортивных клубов. 
Первого серьёзного успеха на взрослом международном уровне добилась в 1993 году, когда попала в основной состав немецкой национальной сборной и побывала на чемпионате мира в Копенгагене, откуда привезла сразу три награды, в том числе две золотые, выигранные в двойках на пяти тысячах метрах и в четвёрках на пятистах метрах. Год спустя на мировом первенстве в Мехико получила серебро в полукилометровой дисциплине двоек и золото в полукилометровой дисциплине четвёрок. Ещё через год на аналогичных соревнованиях в Дуйсбурге была лучшей в двойках на пятистах метрах и в четвёрках на пятистах метрах, тогда как в двухсотметровой гонке четырёхместных байдарок показала второй результат.
Благодаря череде удачных выступлений удостоилась права защищать честь страны на летних Олимпийских играх 1996 года в Атланте — в программе байдарок-четвёрок совместно с Биргит Фишер, Рамоной Портвих и Мануэлой Мукке завоевала золотую медаль, победив всех своих соперниц.
В 1997 году на чемпионате мира в канадском Дартмуте Шук выступала сразу в четырёх дисциплинах и во всех четырёх одержала победу: в двойках и четвёрках на дистанциях 200 и 500 метров. В следующем сезоне на мировом первенстве в венгерском Сегеде на пятистах метрах получила серебро среди двухместных байдарок и золото среди четырёхместных, став таким образом десятикратной чемпионкой мира. На первенстве мира 1999 года в Милане выиграла серебряную медаль в полукилометровой гонке байдарок-четвёрок. Будучи в числе лидеров гребной команды Германии, благополучно прошла квалификацию на Олимпийские игры 2000 года в Сиднее, где впоследствии повторила успех четырёхлетней давности, завоевала золото в четвёрках на пятистах метрах — при этом её партнёршами были те же Биргит Фишер, Мануэла Мукке, а также Катрин Вагнер. Помимо этого, побывала на чемпионате Европы в польской Познани, добыв там ещё серебряную и золотую медали.
После сиднейской Олимпиады Анетт Шук осталась в основном составе немецкой национальной сборной и продолжила принимать участие в крупнейших международных регатах. Так, в 2001 году она выиграла серебряные медали на чемпионате Европы в Милане и на чемпионате мира в Познани — обе в четвёрках на пятистах метрах. На мировом первенстве 2002 года в испанской Севилье дважды поднималась на пьедестал почёта, в программе четырёхместных байдарок на двухстах и пятистах метрах. Вскоре в связи с беременностью вынуждена была оставить большой спорт, а потом и вовсе завершилра карьеру профессиональной спортсменки, устроившись работать учителем физкультуры.
Помимо спринтерских гребных дисциплин, на протяжении всей карьеры Шук регулярно пробовала силы в марафонских. Участвовала в марафонских чемпионатах мира по гребле 1992, 1996, 1998 и 2002 годов — имеет в послужном списке три серебряные медали и одну золотую — все выиграны в зачёте двухместных байдарок.